# Ostodolepidae
Gli ostodolepidi (Ostodolepidae) sono una famiglia di anfibi estinti, appartenenti ai microsauri. Vissero nel Permiano inferiore (circa 277 - 270 milioni di anni fa) e i suoi resti fossili sono stati ritrovati in Nordamerica e in Europa.

## Descrizione
Questi animali erano di dimensioni ragguardevoli, se raffrontati agli altri microsauri: potevano infatti oltrepassare i 60 centimetri di lunghezza. Erano caratterizzati da corpi allungati, con zampe corte e robuste e code relativamente corte. Il muso era appuntito e rivolto all'insù, e si protendeva oltre la mandibola. Il vista dorsale, il cranio era di forma vagamente triangolare. Nella parte posteriore del cranio vi era una grande cavità tra l'osso sopraoccipitale e la volta cranica. Il cranio era ben ossificato, con suture ben salde fra le varie ossa. La volta cranica era piuttosto liscia, anche se fossette e solchi sparsi erano solitamente presenti. Vi erano tra le 32 e le 45 vertebre presacrali e tre vertebre presacrali.

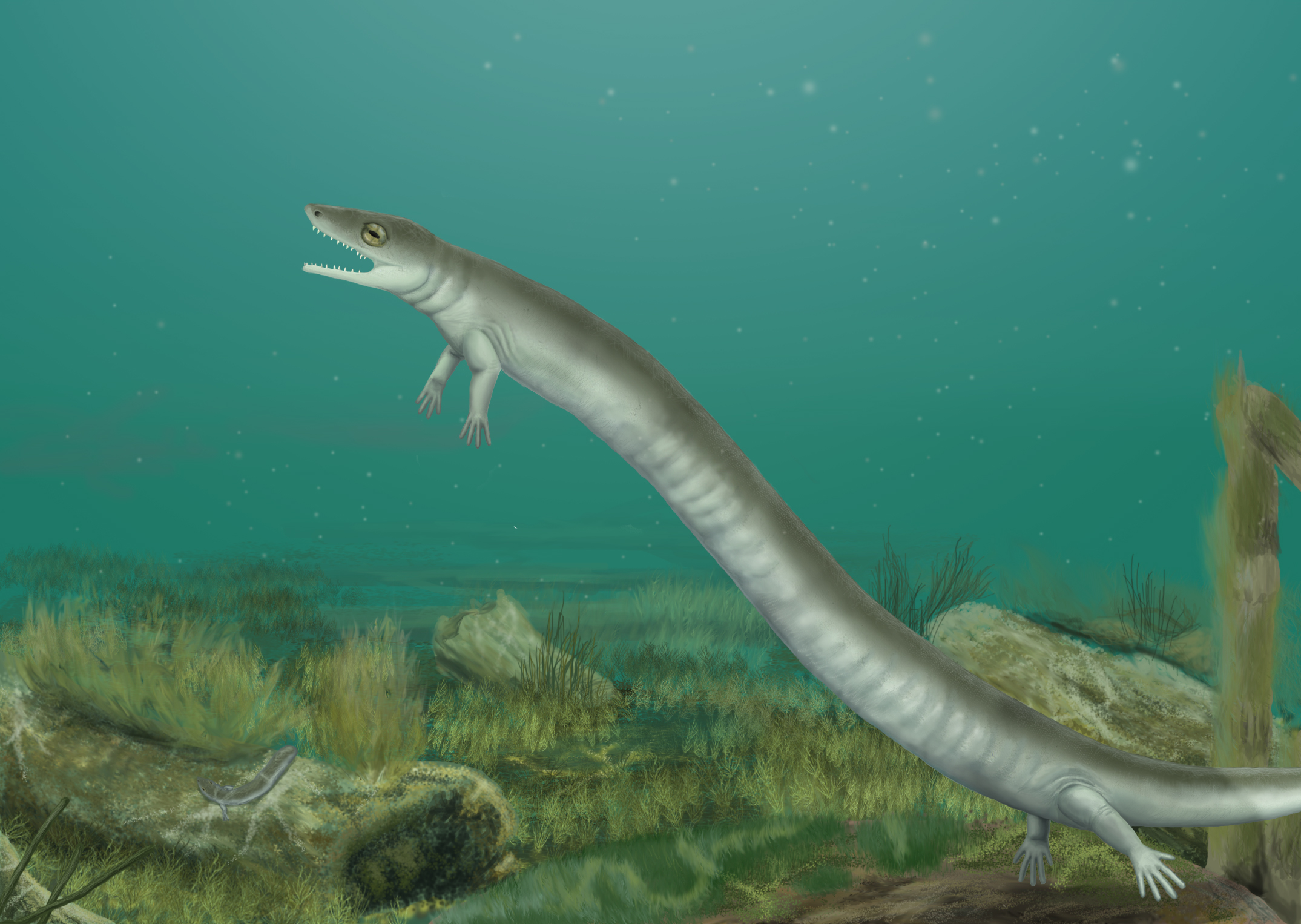
Ricostruzione di Micraroter

## Classificazione
Gli ostodolepidi rappresentano i più grandi microsauri noti, e sono noti attraverso fossili esclusivamente nordamericani, provenienti dal Texas e dall'Oklahoma. Il genere che dà il nome alla famiglia, Ostodolepis, è noto solo per resti incompleti privi di cranio; le forme più note sono Pelodosotis e Micraroter del Texas. Altre forme ben note sono Nannaroter dell'Oklahoma e Tambaroter della Germania.

## Paleobiologia
La robustezza delle zampe (dell'omero in particolare) e soprattutto la forma appuntita e rivolta all'insù del muso potrebbero indicare che gli ostodolepidi erano animali dalle abitudini fossorie, che forse cercavano le loro prede sotto terra e vivevano in tane sotterranee.